# Lythria totirubra
Lythria totirubra är en fjärilsart som beskrevs av Gradl 1938. Lythria totirubra ingår i släktet Lythria och familjen mätare. Inga underarter finns listade i Catalogue of Life.